# Jean-Christophe Lie
Jean-Christophe Lie est un animateur et un réalisateur de films d'animation français, né en 1970 à Tarbes.

## Biographie
Jean-Christophe Lie travaille à l'animation de plusieurs longs métrages Disney : il participe d'abord à la mise au propre du dessin (clean-up) pour Le Bossu de Notre-Dame, puis devient assistant de chargé d'animation pour Hercule (pour le personnage d'Hercule) puis pour Tarzan (pour le personnage de Tarzan) au studio de Montreuil,. En 2003, il participe à la réalisation du long métrage d'animation français Les Triplettes de Belleville, principalement en tant qu'animateur superviseur pour les personnages des Triplettes ; il est également chargé d'animation pour l'une d'elles (Rose). Pour cela, il part s'installer à Montréal pendant deux ans. Il collabore ensuite à un long métrage de DreamWorks Animation, Sinbad : La Légende des sept mers, en tant que chargé d'animation chez Stardust Pictures, à Londres, pendant quelques mois. Il participe ensuite à l'animation d'un pilote d'adaptation de bande dessinée, puis à une série d'animation, puis chez LPA pour des caricatures d'animateurs de télévision destinées à un « spécial » (programme TV isolé). Il revient ensuite à des dessins animés français en tant qu'artiste d'agencement pour Kirikou et les Bêtes sauvages en 2005, puis comme superviseur d'animation chez Ricochet Productions pour Nocturna, la nuit magique en 2007. 
En 2009, Jean-Christophe Lie réalise son premier film, le court métrage L'Homme à la Gordini, dont il écrit également le scénario et sur lequel il travaille par ailleurs comme chargé d'animation. Le film fait partie des films nommés pour le César du Meilleur film d'animation en 2011. Jean-Christophe Lie coréalise ensuite avec Rémi Bezançon le long métrage d'animation Zarafa qui sort en janvier 2012.
Il est également collaborateur de Siné Hebdo, pour lequel il illustre le polar feuilleton Les Furieuses, écrit par Serge Quadruppani.

## Filmographie

### Réalisation
- 2009 : L'Homme à la Gordini (court métrage)
- 2012 : Zarafa (long métrage, avec Rémi Bezançon)

### Scénario
- 2009 : L'Homme à la Gordini (court métrage)

### Animation
- 1996 : Le Bossu de Notre-Dame (clean-up additionnel)
- 1997 : Hercule (assistant de chargé d'animation pour le personnage d'Hercule)
- 1999 : Tarzan (assistant de chargé d'animation pour le personnage de Tarzan)
- 2003 : Sinbad : La Légende des sept mers (chargé d'animation)
- 2003 : Les Triplettes de Belleville (animateur superviseur pour les personnages des Triplettes, chargé d'animation pour Rose)
- 2005 : Kirikou et les Bêtes sauvages (artiste d'agencement)
- 2007 : Nocturna, la nuit magique (superviseur d'animation)
- 2008 : Peur(s) du noir (animateur ; assistant réalisateur)
- 2009 : L'Homme à la Gordini (chargé d'animation)
- 2016 : La Tortue rouge (chef animateur)